# Phil Donkin

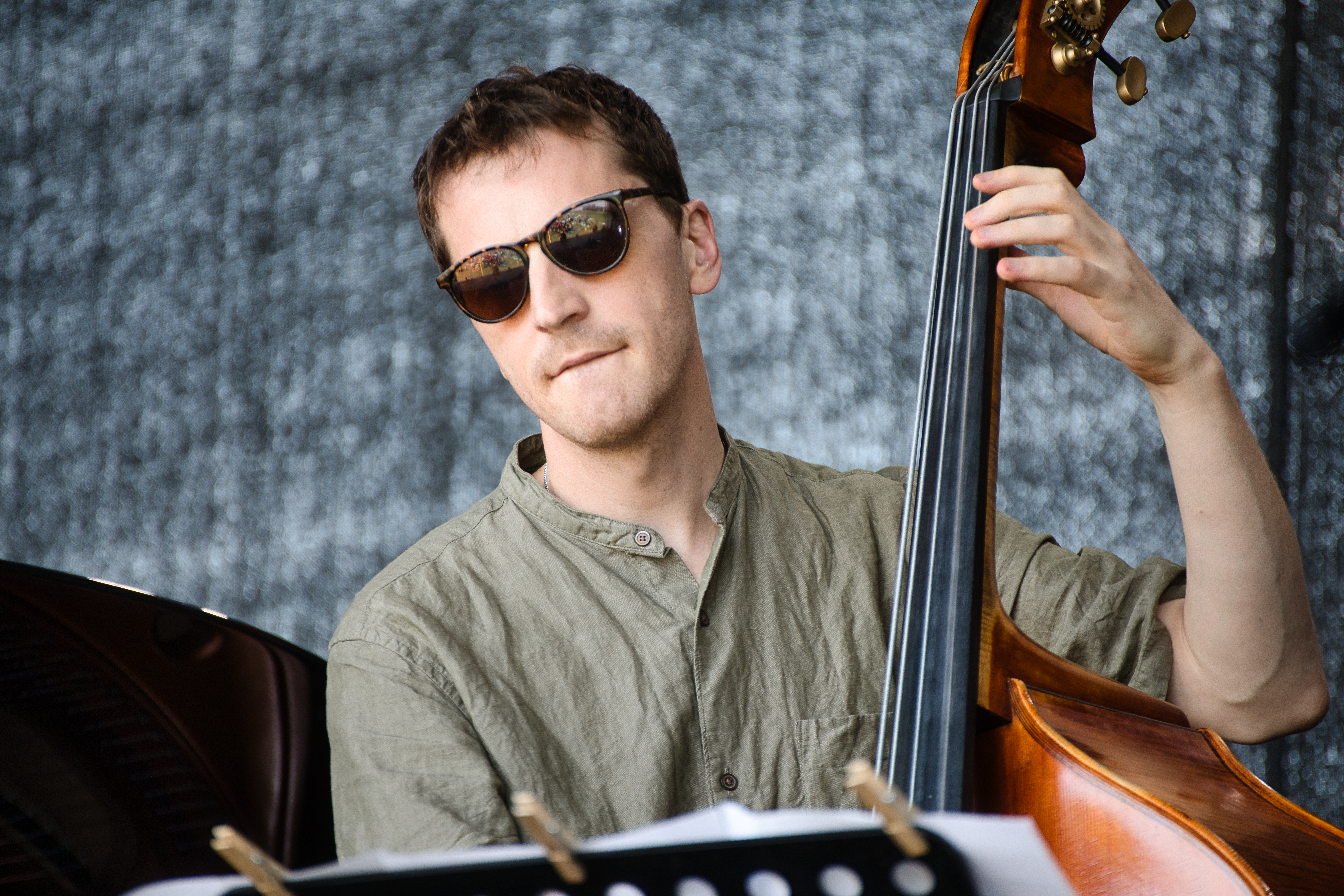
Phil Donkin auf dem INNtöne Jazzfestival (2022)

Phil Donkin (* im November 1980 in Sunderland, Tyne and Wear) ist ein britischer Kontrabassist des Modern Creative Jazz. Er lebt derzeit in Berlin.

## Leben und Wirken

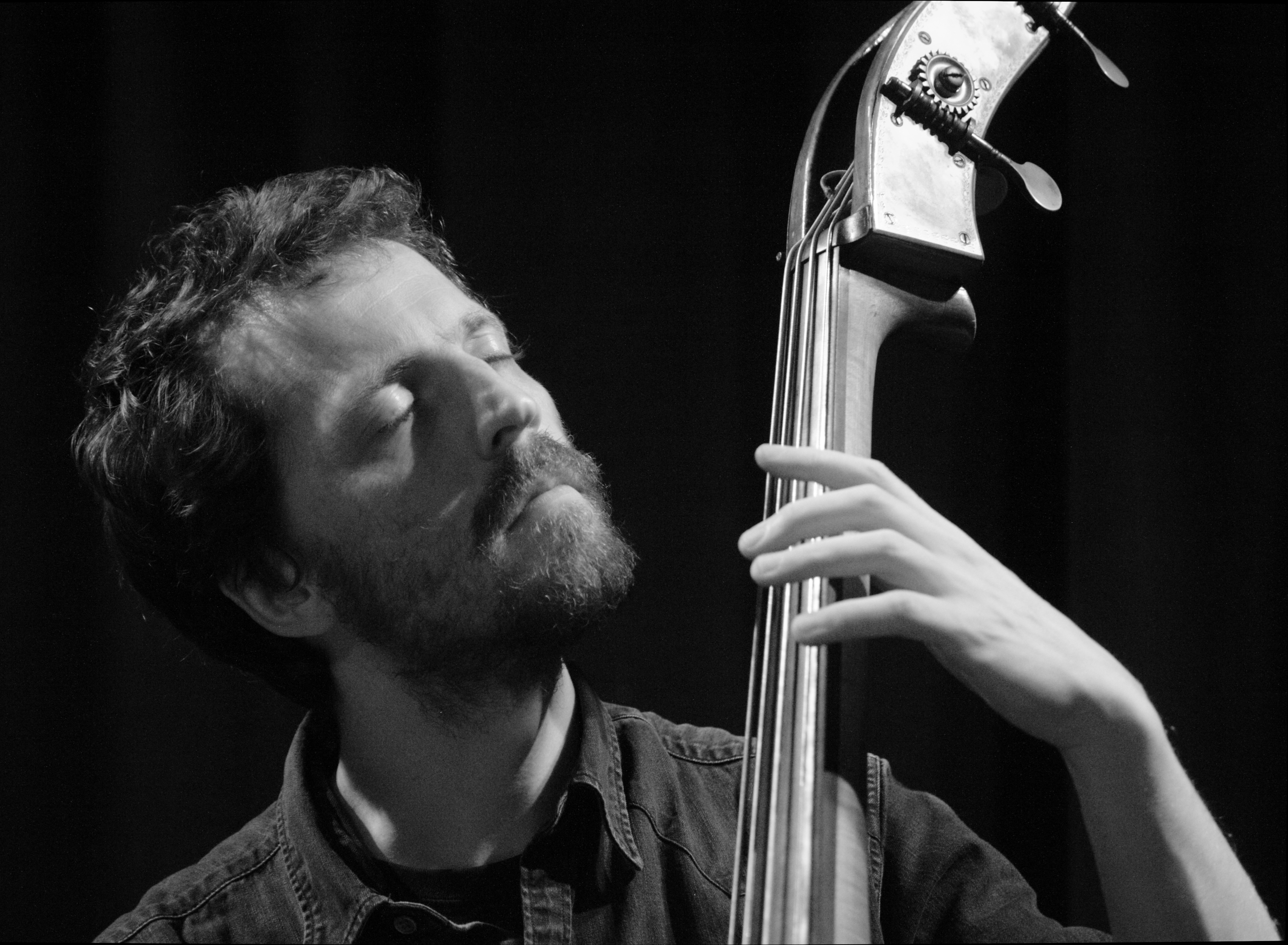
Phil Donkin mit dem Trio Uncanny Valley in der Bessunger Knabenschule (2022)

Donkin lernte mit zwölf Jahren zunächst E-Bass und spielte in Rockbands, bevor er 1998 nach London zog und sich mit Jazz beschäftigte. Von 1999 bis 2003 studierte er klassischen Kontrabass an der Guildhall School of Music and Drama bei Colin Paris. Daneben spielte er Jazzbands; zu seinen Vorbildern gehörten Charles Mingus, Dave Holland und Larry Gales. Ab 2002 war er als professioneller Musiker in der britischen Musikszene aktiv; er spielte u. a. mit Stan Sulzmann, Bobby Wellins, Jim Mullen, Martin Drew, Phil Lee, Julian Argüelles, Martin France, Julian Joseph, Mark Mondesir, Steve Williamson, Tim Garland, Nikki Iles, Tina May, Phil Robson, Julian Siegel, Paul Clarvis und Hans Koller.
Im Jahr 2012 veröffentlichte Donkin sein Debütalbum Dimaxis. Im Bereich des Jazz war er zwischen 2004 und 2012 an 13 Aufnahmesessions beteiligt, u. a. bei Paul Booth, Guy Barker (The Amadeus Project 2007), Ivo Neame, Gwilym Simcock (Perception 2007) und John Warren. In Deutschland arbeitete er 2009 in der Band des Posaunisten Ed Kröger.
Im Jahr 2010 zog Donkin nach New York City, wo er für drei Jahre lebte und mit Musikern wie Ben Monder, Kevin Hays, Adam Rogers, Mark Turner, Seamus Blake, Steve Cardenas, Bruce Barth, Edward Simon und vielen anderen zusammenarbeite.
Zudem wirkte er u. a. in Dhafer Youssefs Bird's Requiem und in Nils Wograms Root 70 mit. Darüber hinaus spielt er in verschiedenen Formationen mit dem Pianisten Rainer Böhm zusammen ebenso wie mit dem Saxophonisten Ben Kraef. Ferner ist Donkin Mitglied in Marius Nesets 'Birds' Quartett, im Quartett von Diego Piñera, dem Trio von Maarten Hogenhuis sowie dem Tentett von Max von Mosch. 2014 spielte er mit Nils Wogram und im eigenen Trio mit Hayden Chisholm und Jochen Rückert. Im Juli 2017 gründete Phil Donkin zusammen mit dem Saxophonisten Tom Challenger und dem Schlagzeuger Oliver Steidle das Trio Uncanny Valley. 2022 spielte er zudem im Quartet des Gitarristen Jonathan Kreisberg. Zu hören ist er u. a. auch auf Lucia Cadotschs Album Aki (2023).

## Diskographische Hinweise
- Seb Pipe's Life Experience:  Shoot for the Stars (2009)
- Phil Donkin / Stephen Keogh / Edward Simon: Danny Boy (2010)
- Gene Calderazzo / Phil Donkin / Jim Rattigan / Phil Robson: Shuzzed (2012)
- Ludwig Hornung: Spieler (Double Moon Records, 2015)
- The Gate (Whirlwind Recordings, 2015, mit Ben Wendel, Glenn Zaleski, Jürgen Rückert)
- Value (nWog Records, 2017, mit Wanja Slavin, Joris Roelofs, Martin France)
- Walk Alone (Klaeng Records, 2023, solo)